# Kenneth 1. af Skotland
Kenneth I mac Alpin (født ca. 810, død 858) var konge af Dalriada fra 834 og konge over hele Skotland fra 846. Han regnes som den første konge af et samlet Skotland, efter at han underlagde sig pikterne. Han var første konge fra Huset Alpin. 
Den piktiske trone havde en særegen arvefølge, der gik i kvindelige led. Kenneth havde gennem sin mor mulighed for at kræve tronen, og da pikterne led et voldsomt nederlag til vikingerne i 839, blev de meget svækkede. Nordmænd tog kontrol over Shetland, de Ydre Hebrider og fastlandet ned til Firth of Clyde. 
Caithness, Sutherland og Dalriada blev angrebet af vikinger, og for Kenneth var det ikke bare ønskeligt at tage kontrol over pikternes område, men også nødvendigt for at styrke modstanden mod nordmændene. Størstedelen af den piktiske adel var faldet i 839 med kong Uven Mac Angus II og hans bror Bran. 
Kenneths krav på tronen i Dalriada kom gennem hans far, Alpin 2. af Dalriada. Han var blandt dem, som havde retmæssigt krav på tronen. 
Skildringerne om, hvordan han samlede Skotland, er mangelfulde og usikre. I 841 skal han have angrebet resterne af den piktiske hær og slået den, noget som gav ham tilnavnet "Ravnefodreren". Han skal så have inviteret den nye piktiske konge, Drust, til Scone, antagelig under påskud af at ville diskutere sit krav på tronen. Alle de piktiske tronkrævere kom til mødet, hvor skotterne skal have mødt med skjulte våben og dræbt alle. Hændelsen er gået ind i legenden som "MacAlpins forræderi". 
Selv om hele den piktiske adel nu var udslettet af vikinger og skotter, nægtede pikterne at underkaste sig, og de kæmpede videre. Først i 846 stod de sidste slag. Ifølge Henry af Huntingdon syv slag på samme dag. 
Kenneth flyttede sin hovedstad til Scone, som dengang også kaldtes Forteviot. Han flyttede også nationens religiøse centrum til Dunkeld i Perthshire og fik blandt andet overført relikvierne til St. Columba fra Iona.
Han døde efter sigende i Forteviot i 858 og blev gravlagt på Iona. Han blev fulgt af sin bror Donald I. 
Hans datter Maolmuire skal have været gift med den irske overkonge Áed Finliath. En af hans døtre var gift med kong Olav Kvite i Dublin.
| Foregående: Alpin II | Konge af Dalriada 834-858 | Efterfølgende: -        |
| Foregående: -        | Konge af Skotland 846-858 | Efterfølgende: Donald I |